# Полярна зірка (журнал, Якутськ)
«Полярна зірка» — якутський республіканський літературно-художній журнал, випускається з 1956 року на базі альманаху художньої літератури «Хотугу сулус» (заснований у 1926 році під назвою «Чолбон»). Журнал виходить 6 разів на рік: 4 рази на мові саха (якутською) і 2 рази російською мовою. З 1964 року журнали «Хотугу сулус» і «Полярна зірка» стали випускатися окремо однією і тією ж редакцією. Вихід першого номера «Полярної зірки» збігся з п'ятим номером «Хотугу сулус», тому фактично перший номер журналу позначений як № 5.
«Полярная звезда» — російськомовний журнал, що публікує оригінальні твори російськомовних авторів Якутії. Його не слід плутати з журналом «Хотугу сулус» або думати, що «Полярная звезда» — це переклад журналу «Хотугу сулус» або навпаки. Два цих журналу мають різний портфель рукописів, публікують різних авторів і зміст їх номерів не збігається.
На сторінках журналу вперше публікувалися твори якутських авторів (Софрона Данилова та інших) і письменників інших народів Півночі — Семена Курилова, Платона Ламутського і багатьох інших.
З 1989 року журнали випускаються різними редакціями, а з 1999 року якутська версія повернула собі первісну назву «Чолбон». Першим редактором окремої російської версії став письменник Володимир Федоров, а потім поет Софрон Осипов.
З 2009 року головним редактором є Владислав Доллонов, член творчого об'єднання Спілка письменників Республіки Саха (Якутія). Відповідальний секретар — Іван Іннокентьєв, член Спілки письменників Якутії.